# 516
Năm 516 là một năm trong lịch Julius.